# Bakker (beroep)

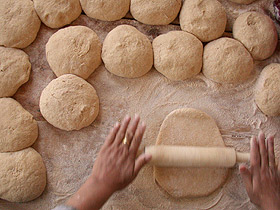
Voorbereiding van pitabroodjes

Bakker of bakkerin is een beroep dat kan onderverdeeld worden in twee grote groepen:
1. Iemand die als beroep brood, koek en dergelijke bakt en verkoopt, een ambachtelijke bakker genaamd.
2. Broodslijter of venter, die niet zelf bakt, in Nederland een koude bakker genaamd.

Beiden werken in of voor een bakkerij en ook het begrip bakkerij heeft twee betekenissen:
1. Een werkplaats waar men brood, koek enz. in een oven bakt met een aparte ruimte waar men deze waren verkoopt.
2. Een winkel waar men brood, koek en dergelijke verkoopt zonder ze zelf te produceren.

## Belgische regels
In België was het beroep bakker beschermd, maar op 1 januari 2018 is de vestigingswet voor gereglementeerde beroepen afgeschaft. Vroeger moest men zijn beroepskennis via een examen kunnen bewijzen. Indien men zich als bakker wou vestigen had men bovendien een diploma bedrijfsbeheer nodig. Sedert 2007 wordt bakker - banketbakker - door de Vlaamse Dienst voor Arbeidsbemiddeling en Beroepsopleiding als een knelpuntberoep omschreven. Is men echter al gedurende enkele jaren bezig als zelfstandig bakker -minimum vijf jaar - dan wordt verondersteld dat men de knepen van het vak kent. Met andere woorden; je bent bakker.
In België kan iemand pas zelfstandig ondernemer zijn met een diploma bedrijfsbeheer. Ofwel door gedane studies ofwel door gevolgde opleiding. Het zijn alleen erkende zelfstandige ondernemers die jongeren het beroep bakker mogen aanleren. Alsnog moet de leerjongen zijn beroepskennis via hetzij middenjury, hetzij erkende jury - erkende opleidingen en andere- kunnen bewijzen.

## Reglement
De bakkerijsector is streng gereglementeerd in België en Nederland: men moet voldoen aan de HACCP-normen, dit zijn hygiënische regels, en ook de producten zijn gereglementeerd.
Een kort overzicht:
- Brood: in België is er wetgeving in verband met samenstelling en gewicht, sinds 1 juni 2004 is er geen wettelijke maximum verkoopprijs meer.
- IJs: strengere HACCP-normen.
- Chocolade: In Belgische chocolade moet er een bepaalde hoeveelheid cacaoboter aanwezig zijn (ook andere ingrediënten zijn vastgelegd). De Europese Unie heeft minder strenge regels maar hier is een gedoogbeleid op omdat men deze materie erkent onder de noemer streekproducten.
- Streekproducten: Dit zijn producten die beschermd zijn door de wet omdat ze worden gemaakt in een bepaalde streek met bepaalde ingrediënten. De Franse streekproducten vallen bijvoorbeeld onder de "Appellation d'Origine Contrôlée" (AOC).
- Voedingsadditieven: beter bekend als de lijst van E-nummers en deze lijst geldt tevens voor de voorgaande producten.

Dit is maar een klein overzicht van alle Belgische bakkersregels.

## Nederlandse situatie
Daarnaast bestaat er een uitvoerige structuur aan organisaties rondom het bakkersvak. Zo is er in Nederland het Productschap Granen, Zaden en Peulvruchten en bestaan er verenigingen als de Nederlandse Brood- en Banketbakkers Ondernemers Vereniging, Nederlandse Vereniging voor de Bakkerij en het Nederlands Bakkerij Centrum (NBC).

## Machines en hulpmiddelen
In een moderne bakkerij, zowel in de artisanale of industriële bakkerij, gebruikt men allerhande hulpmiddelen en machines, van een oven tot spatel. Deze zijn voor de duidelijkheid onderverdeeld in twee lijsten:
- De bakkerijmachines, dit zijn apparaten die een bepaalde functie kunnen verrichten, dit is een lijst waar ook de opbouw van bepaalde apparaten wordt besproken.
- De bakkerijhulpmiddelen, middelen om producten sneller te maken: de lijst hiervan is in de voor het grootste gedeelte een verklarende woordenlijst.

## Soorten bakkers
Er bestaan meerdere soorten bakkers:
- Ambachtelijke bakker: de bakker vanuit de straat, de kleine zelfstandige
- Bake-off: is een bakkerij zoals men vindt in grootwarenhuizen, Panos, en dergelijke
- Banketbakker: hoofdzakelijk patisserie
- Broodbakker: hoofdzakelijk brood en broodproducten
- Confiserie: hoofdzakelijk zoetigheden
- Koude bakker: in deze zaak wordt er geen brood gebakken, het is een verkoopspunt, soms ook een bake-off
- Industriële bakker: is een bedrijf dat op grote schaal, in tegenstelling tot de ambachtelijke bakker, brood en of banketproducten produceert.
- Suikerbakker: is iemand die snoepgoed maakt. De bekendste (fictieve) persoon is Willy Wonka

## Wetenswaardigheden
- Het beroep bakker is breder dan hierboven aangegeven: er zijn ook pottenbakkers en tegelbakkers bijvoorbeeld.
- Een koekenbakker is iemand die weinig tot stand brengt.
- Een bekende bakker is die uit "In de Soete Suikerbol" van W.G. van de Hulst sr.
- Een andere bekende bakker is Bak-ker-tje Deeg uit de leesboekjes van Joop van den Haak.
- In Ermelo is een straat Suikerbakker. Deze heeft echter niets te maken met bakkers, maar is een verbastering van "Struik z'n akker". Iets verderop heet ook een straat "Struikakker"
- In Amsterdam is een Suikerbakkersteeg, alsmede een Suikerbakker in Veldhoven.